# Maurício da Silva Jardim
Maurício da Silva Jardim (Sapucaia do Sul, 9 de fevereiro de 1969) é um prelado brasileiro da Igreja Católica, nomeado como quarto bispo de Rondonópolis–Guiratinga.

## Biografia
Nasceu em 9 de fevereiro de 1969 em Sapucaia do Sul (RS), o sexto e último filho de Cecy da Silva e Honório Corrêa Jardim, este já falecido. Ingressou no seminário São José de Gravataí (RS) na etapa do propedêutico em 1991 aos 21 anos.
Licenciou-se em Filosofia, em 1994, pela faculdade de Filosofia Nossa Senhora da Imaculada Conceição (FAFIMC), em Viamão (RS), e conquistou, em 1999, o título de bacharel em Teologia pelo Centro de Estudos Teológicos São João Vianney (CETJOV), também em Viamão. Concluiu uma pós-graduação em Psicopedagogia pela FAFIMC, em 1998. Também possui especialização lato sensu em Missiologia pelo Instituto Santo Tomás de Aquino (ISTA), finalizada em 2017.
Foi ordenado presbítero em 11 de dezembro de 1999 na paróquia Nossa Senhora de Fátima de Sapucaia do Sul (RS) por Dom Altamiro Rossato, C.Ss.R. e pertence ao clero da arquidiocese de Porto Alegre (RS). De 2002 a 2007, foi assessor da Pastoral da Juventude da arquidiocese de Porto Alegre. Pelo projeto “Igreja Solidária” do regional Sul 3 da CNBB fez uma experiência como missionário em Moçambique, na África.
Foi pároco em três paróquias da arquidiocese de Porto Alegre (Divino Pai Eterno, Nossa Senhora do Caravággio e São Vicente pai dos pobres) e vigário paroquial de São Vicente de Paulo e Santa Terezinha. Exerceu a função de orientador espiritual do curso propedêutico, de 2014 e 2015.
Atuou como coordenador da Pastoral presbiteral da arquidiocese de Porto Alegre, de 2013 a 2016, e como vice coordenador do regional Sul 3 da CNBB. Em novembro de 2015, foi nomeado como animador vocacional da arquidiocese de Porto Alegre. Em janeiro de 2015, coordenou a primeira etapa do curso de Especialização Lato Sensu para Formadores  de Presbíteros Diocesanos no Instituto Santo Tomás de Aquino (ISTA), em Belo Horizonte.
Em março de 2016 foi nomeado pelo prefeito da Congregação para a Evangelização dos Povos, o cardeal Fernando Filoni, como diretor nacional das Pontifícias Obras Missionárias (POM) com mandato de 2016 a 2021. Foi reconduzido para o serviço de diretor nacional das POM em março de 2021, com mandado até 2026, pelo cardeal Luis Antonio Tagle, prefeito da Congregação da Evangelização dos Povos. Em novembro de 2021 foi eleito coordenador continental das POM.
Em 8 de junho de 2022 foi nomeado pelo Papa Francisco como bispo de Rondonópolis-Guiratinga. Foi consagrado em 19 de agosto, na Catedral Metropolitana de Porto Alegre, por Dom Frei Jaime Spengler, O.F.M., arcebispo de Porto Alegre, coadjuvado por Dom Esmeraldo Barreto de Farias, Ist. del Prado, arcebispo ad personam de Araçuaí e por Dom Silvio Guterres Dutra, bispo de Vacaria.
Em 25 de abril de 2023, durante a 60° Assembleia Geral da CNBB, foi eleito para presidir a Comissão Episcopal para a Ação Missionária e Cooperação Intereclesial da CNBB, durante o período de 2023 a 2027.